# 中国乒乓球协会
中国乒乓球协会（英語：Chinese Table Tennis Association，缩写为CTTA），简称中国乒协，是中华人民共和国具有独立法人资格的全国性群众体育组织。它是代表中国乒乓球项目活动的最高社会团体，是中国在国际乒乓球联合会和亚洲乒乓球联盟的代表，也是乒乓球运动在中华全国体育总会的代表。

## 沿革
2020年改革前，中国乒乓球协会、中国羽毛球协会与国家体育总局乒乓球羽毛球运动管理中心为一个机构两块牌子，后者是前者的常设办事机构。
2020年8月31日，根据国家发展改革委《关于全面推开行业协会商会与行政机关脱钩改革的实施意见》（发改体改〔2019〕1063号），原由国家体育总局主管的全部88家体育系统行业协会与国家体育总局分离，依法直接登记、独立运行，剥离行政职能，不再设置业务主管单位。取消对行业协会的直接财政拨款，通过政府购买服务等方式支持其发展。全面实行劳动合同制度，依法依章程自主招聘工作人员。中国乒乓球协会与总局乒羽中心相应分离。

## 机构设置

### 专业委员会
- 联赛委员会
- 教练委员会
- 全民健身委员会
- 少年委员会
- 裁判竞赛委员会
- 科研委员会
- 新闻委员会
- 器材委员会

## 現任领导團隊
- 主席：王励勤
- 副主席：柳屹、张晓蓬、秦志戬、高亞翔、張雷、高元义、马龙
- 秘書長：何潇

## 歷任主席
1. 陳先（1955年-1979年）
2. 徐寅生（1979年-2009年，于1995年-1999年任国际乒联主席）
3. 蔡振華（2009年-2018年12月1日）
4. 刘国梁（2018年12月1日-2025年4月23日）[3]
5. 王励勤（2025年4月23日-）[4]

## 歷任副主席
- 刘晓农
- 李振国
- 李永波
- 柳屹
- 陆元盛
- 施之皓
- 李颖川
- 张建新
- 苏亚君
- 孙永言
- 陈一平
- 朱维宁
- 吕林
- 张松林
- 王禹平
- 朱玲
- 王海
- 邵华
- 柳屹
- 张晓蓬
- 高亚翔
- 张雷
- 秦志戬
- 高元义
- 马龙

## 争议
2017年6月，因乒乓球队教练改革问题致至少三名运动员、两名教练员宣布退出2017年国际乒联中国公开赛